# Laykold

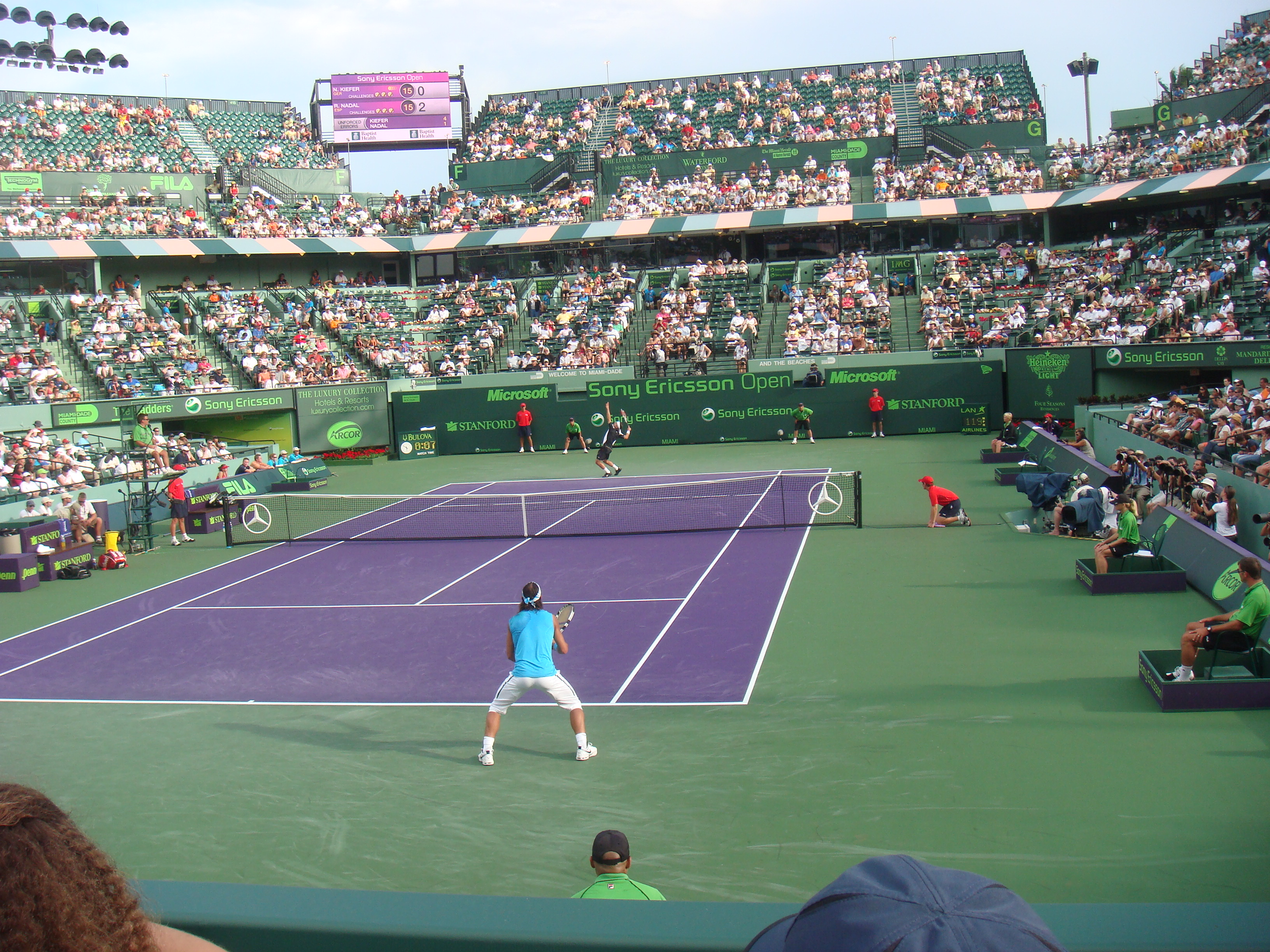
Laykold položený na centrálním dvorci Tenisového centra v Crandon Parku. Podávající Nicolas Kiefer a Rafael Nadal na příjmu během Miami Masters 2008

Laykold je tvrdý tenisový povrch položený na asfaltovém nebo betonovém podkladu. Lze jej doplnit vrstvou Laykold Cushion Plus pro lepší tlumení nárazů a menší opotřebení kloubního aparátu tenistů. Řadí se ke středně pomalým povrchům. Pro výrobu jednotlivých typů jsou používány guma, oxid křemičitý a akrylátová pryskyřice. Povrch byl vyvinut americkou firmou Advanced Polymer Technology ze skupiny Sport Group, sídlící v pensylvánském Harmony.
V roce 1985 se Laykold stal povrchem Miami Masters v Crandon Parku a následně v miamském areálu Hard Rock Stadium. Účastníci floridského turnaje jej kritizovali jako nejpomalejší tvrdý povrch na okruhu, znamenající dlouhé vyčerpávající výměny za vysokých teplot a vlhkosti vzduchu. Stal se také povrchem halového New York Open a v roce 2020 na pět let částí dvou dílů severoamerické US Open Series, grandslamového US Open a Cincinnati Masters. Nahradil tak DecoTurf, na němž se Flushing Meadows konalo v období 1978–2019. V roce 2025 přešel na Laykold z pomalejšího povrchu Plexipave Indian Wells Masters označovaný za „pátý grandslam“.